# George D. Shea

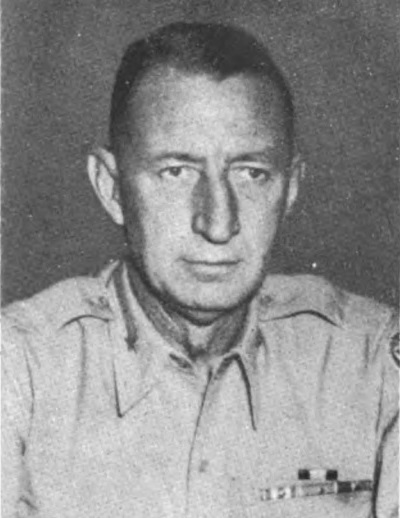
George D. Shea (1948)

George David Shea (* 11. Januar 1894 in Augusta, Georgia; † 13. Januar 1971 in Coral Gables, Florida) war ein Generalmajor der United States Army. Er kommandierte unter anderem die 10. Gebirgsdivision.
George Shea war der Sohn von William T. Shea (1858–1945) und dessen Frau Joanna Bodeker (1867–1954). Er besuchte die öffentlichen Schulen seiner Heimat einschließlich der Academy of Richmond County. Er hätte sowohl an der United States Military Academy in West Point als auch an der United States Naval Academy in Annapolis studieren können, lehnte aber beide Optionen ab, um möglichst schnell Soldat zu werden. So trat er im Jahr 1915 der Armee bei. Im Jahr 1917 wurde er dort nach bestandener Aufnahmeprüfung als Leutnant in das Offizierskorps aufgenommen und der Feldartillerie zugewiesen. In der Armee durchlief er anschließend alle Offiziersränge bis zum Generalmajor.
Während des Ersten Weltkriegs wurde Shea nach einer Ausbildungszeit in den Vereinigten Staaten auf den europäischen Kriegsschauplatz entsandt. Dort nahm er als Kompanieführer an einigen Gefechten teil, wobei er auch verwundet wurde. Nach dem Krieg gehörte Shea den amerikanischen Besatzungstruppen in Deutschland an.
In den folgenden Jahren absolvierte er den für Offiziere in den jeweiligen Rangstufen üblichen Dienst in verschiedenen Einheiten und Standorten. Dazu gehörten sowohl Kommandos über militärische Einheiten als auch Verwendungen als Stabsoffizier. Er war auch ein begeisterter Polospieler und gehörte einigen Militärmannschaften an.
George Shea absolvierte im Lauf seiner Karriere verschiedene Schulungen und Kurse. Dazu gehörten der Field Artillery Battery Officers' Course (1923), der Cavalry Troop Officers' Course (1924) und das Command and General Staff College in Fort Leavenworth (1936). Zwischenzeitlich war er als Dozent an der Field Artillery School tätig. Von Juli 1940 bis Oktober 1941 war er Stabsoffizier (Assistant Chief of Staff) für Logistik (G4) bei der 8. Infanteriedivision. Anschließend war er bis August 1942 Stabschef bei dieser Division. In diese Zeit fiel der amerikanische Eintritt in den Zweiten Weltkrieg.
Von August 1942 bis September 1943 kommandierte George Shea die Artillerie der 90. Infanteriedivision. Die Division wurde damals gerade wieder aktiviert und blieb zunächst in den Vereinigten Staaten, wo sie für einen Kriegseinsatz vorbereitet wurde. Als die Division nach Europa verlegt wurde, gehörte ihr Shea nicht mehr an. Von September 1943 bis Mai 1945 kommandierte er die 141. Feldartilleriebrigade, mit der er ab Januar 1945 an der Endphase des Zweiten Weltkriegs in Europa teilnahm.
In den Jahren 1945 und 1946 war George Shea Leiter der Personalverwaltung der Armee (War Department Personnel Center) mit dem Hauptquartier in den Jefferson Barracks südlich von St. Louis in Missouri. Anschließend wurde er auf die Philippinen versetzt, wo er die Artillerie der 86. Infanteriedivision befehligte. Danach leitete er die Stabsabteilung G3 (Operationen) im dortigen Hauptquartier der amerikanischen Bodentruppen. Im Jahr 1949 übernahm er die gleiche Funktion bei der 8. Armee in Japan, die zu Beginn des Koreakriegs nach Südkorea verlegt wurde.
Im November 1951 erhielt George Shea als Nachfolger von Marcus B. Bell das Kommando über die 10. Gebirgsdivision, die sich damals 10th Training Division nannte und in Fort Riley stationiert war. Das Kommando umfasste auch den Oberbefehl über die Garnison Fort Riley. Nachdem er im Januar 1953 sein Kommando an Thomas Leonard Harrold übergeben hatte, trat Shea in den Ruhestand.
Der seit 1934 mit Edna Barnett Manheim (1908–1976) verheiratete Offizier verbrachte seinen Lebensabend in Coral Gables in Florida, wo er am 13. Januar 1971 verstarb. Er wurde auf dem Fort Benning Main Post Cemetery beigesetzt.

## Orden und Auszeichnungen
George Shea erhielt im Lauf seiner militärischen Laufbahn unter anderem folgende Auszeichnungen:
- Army Distinguished Service Medal
- Silver Star (2)
- Legion of Merit (2-Mal)
- Purple Heart
- Bronze Star Medal (2-Mal)
- Orden der Ehrenlegion (Frankreich)
- Croix de Guerre (Frankreich)
- Orden von Oranien-Nassau (Niederlande)